# Alive at Last
Alive at Last es el primer álbum en vivo de la banda Train grabado en el Workplay Theatre en Birmingham, Alabamaen tres noches consecutivas del 9 al 11 de junio del 2004.
El álbum incluye los más grandes éxitos del catálogo de Train, incluso algunos raros B-sides, y una versión de Faces, "Stay With Me".
Los dos pistas finales del álbum, "Ordinary" y "New Sensation" fueron incluidas como bonus estudio track. "Ordinary" fue originalmente escrita para la película Spider-Man 2 y apareció en su banda sonora original, fue lanzado como un sencillo.

## Lista de canciones
1. "Calling All Angels" - 5:20
2. "She's On Fire" - 4:26
3. "Meet Virginia" - 4:44
4. "Save the Day" - 7:12
5. "Get to Me" - 6:14
6. "Landmine" - 3:46
7. "All American Girl" - 4:43
8. "When I Look to the Sky" - 4:10
9. "Latin Interlude" - 1:50
10. "I Wish You Would" - 4:26
11. "Sweet Rain" - 6:37
12. "Free" - 6:47
13. "Drops of Jupiter (Tell Me)" - 4:30
14. "Stay With Me" (versión The Faces) - 4:57
15. "Ordinary" (Bonus studio track) - 3:34
16. "New Sensation" (Bonus studio track) - 3:30

- Datos: Q1450754